# Louis Danhier
Louis Danhier, né le 28 novembre 1881 dans le 17e arrondissement de Paris et mort le 11 juin 1941 à Berck, est un architecte français.

## Biographie
Louis Félix Joseph Danhier, né le 28 novembre 1881 dans le 17e arrondissement de Paris. 
À l'école des Beaux-Arts de Paris, il est l'élève d'Alexandre Maistrasse, de Marcel Berger  (d) et d'Edmond Paulin. Il est diplômé le 24 février 1909 et devient architecte dans le 15e arrondissement de Paris. 
En 1919, il est membre de la société des architectes diplômés du gouvernement (SADG).
À la fin des années 1920, il a une agence, rue de Paris au Touquet-Paris-Plage, chez Touquet extensions, dirigé par Jean Ruat,.
Au milieu des années 1930, il a ses bureaux, en association avec Henri Pierre, architecte, au no 27, rue Vaugelas dans le 15e arrondissement de Paris,.
Il meurt le 11 juin 1941 à Berck.

## Principales réalisations
- Habitation de deux ingénieurs dans la montagne pour une sociétété Industrielle dans l’Isère[1].
- Construction d'un immeuble de sept étages dans le 16e arrondissement de Paris, pour la société civile immobilière de la rue Mignet[6].

## Distinctions
Louis Danhier est nommé chevalier de l'ordre national de la Légion d'honneur.